# 1分子リアルタイムシーケンシング

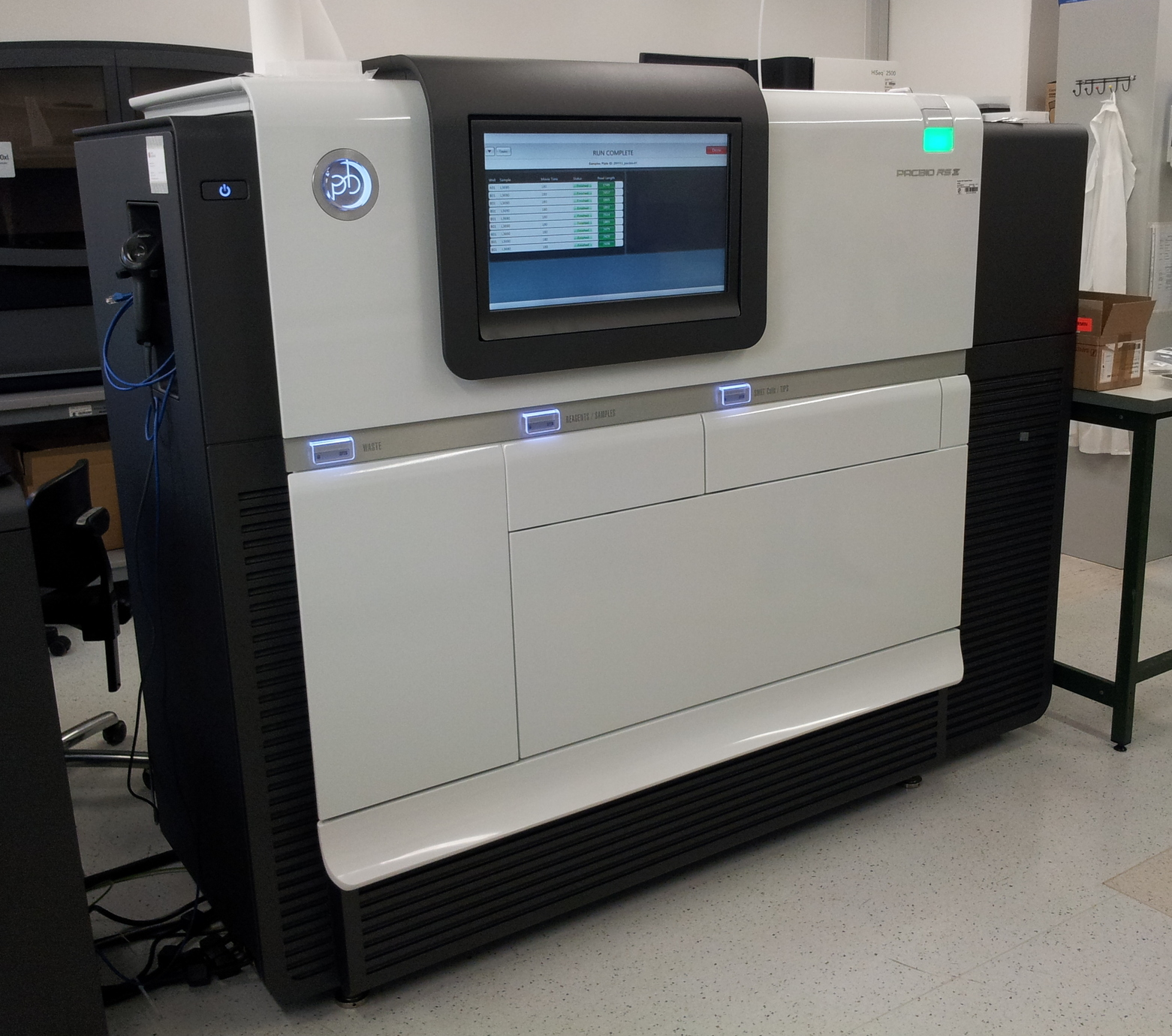
PacBio RSII

一分子リアルタイムシーケンシング（英:Single-molecule real-time sequencing；SMRT Sequencing）または一分子リアルタイムシーケンスとは、並列化された単一分子DNAシーケンスの手法の一つであり、Pacific Biosciences of California社(アメリカ)から発売されているPacBioシーケンサープラットフォーム上で動作する。SMRTシーケンスでは、ゼロモード導波路（zero-mode waveguide）を利用しており 、DNAポリメラーゼ酵素が一つずつZMWの底部に固定されている。そして、この酵素がテンプレートのDNA分子を一つずつ取り込む。ZMWは、DNAポリメラーゼによって取り込まれるDNAを1ヌクレオチド単位で観察することができるような、極小の蛍光観察を行える場を構成する構造をとっている。4種類のDNA塩基は各々異なる蛍光色素が付着しており、ヌクレオチドがDNAポリメラーゼによって取り込まれることで蛍光タグが切断されて蛍光が発せられ、またその蛍光タグは迅速にZMWの観察領域から拡散することで蛍光が観察されなくなる。検出器は、ヌクレオチド取り込み時に発せられるこの一瞬の蛍光シグナルを検出し、その蛍光色素に対応する塩基に従うことで、ベースコールが行われる。 

## 技術
この技術においてDNAシーケンスは、多数のZMWを含むチップ上で行われる。各ZMWの内部では、1本鎖DNAをテンプレートとして取り込む活性を持つDNAポリメラーゼが、1分子ずつ底部に固定化されている、そして、そこから光が透過して1分子レベルでDNAポリメラーゼの活性をモニタリングできるような、可視化チャンバーが作成されている。DNAポリメラーゼによって取り込まれたリン酸化ヌクレオチドからのシグナルは、DNA合成の進行中に検出されるため、シーケンス中のリアルタイムで塩基配列を決定することができる。 

### リン酸化ヌクレオチド
各ヌクレオチド塩基について、対応する蛍光色素分子が設定されている。この蛍光色素分子は、ヌクレオチドのリン酸鎖に付着している。 ヌクレオチドがDNAポリメラーゼによって取り込まれると、DNA鎖を伸長するために作成される自然のDNA合成プロセスの一部として、蛍光色素をつないでいるリン酸ジエステル結合が切断される。その際に蛍光が発せられ、これを検出器によって測定することで、DNA合成を実行する中で今何の塩基がDNAポリメラーゼによって組み込まれているかを識別することができる。切断された蛍光色素分子は、速やかに検出容器内から拡散するため、蛍光シグナルが検出されなくなる。 

### ゼロモード導波路
ゼロモード導波路（ZMW）は、透明なシリカ基板上に堆積したアルミニウムクラッドフィルムの円形の穴からなる、ナノフォトニックを閉じ込める構造になっている。ZMWホールは直径〜70 nmほどであり、深さは〜100 nmほどである。小さなアパーチャを通過するときの光の振る舞いにより、光場はチャンバー内で指数関数的に減衰する。照らされるZMW内の観測容積は〜20ゼプトリットル（20 X 10 -21リットル）程度である。このボリューム内で、単一ヌクレオチドを組み込んだDNAポリメラーゼの活性を検出する。 

## シーケンス性能
シーケンスの性能は、それぞれの実験におけるリード長と総スループットから測定することができる。 
2018年9月19日、Pacific Biosciences [PacBio]社は、Sequel 6.0ケミストリーとそれに伴うソフトウェアバージョンをリリースした。高分子量DNAを使用した大きなインサートライブラリと、長さが約15,000塩基未満の短いインサートライブラリを使用した場合、対照的なパフォーマンスになることが示されている。具体的には、大きなテンプレートの場合、平均リード長は最大30,000塩基であるのに対し、挿入ライブラリが短い場合、平均分子長は最大100,000塩基で、同じ分子を環状に読み取る。 後者の短い挿入ライブラリの場合は、単一のSMRTセルから最大500億の塩基を生成する。 

## 歴史
Pacific Biosciences [PacBio]社は、2010年後半にRS装置のベータ版をリリースした後、2011年にSMRTシーケンスを商品化した。 

### RSおよびRS II

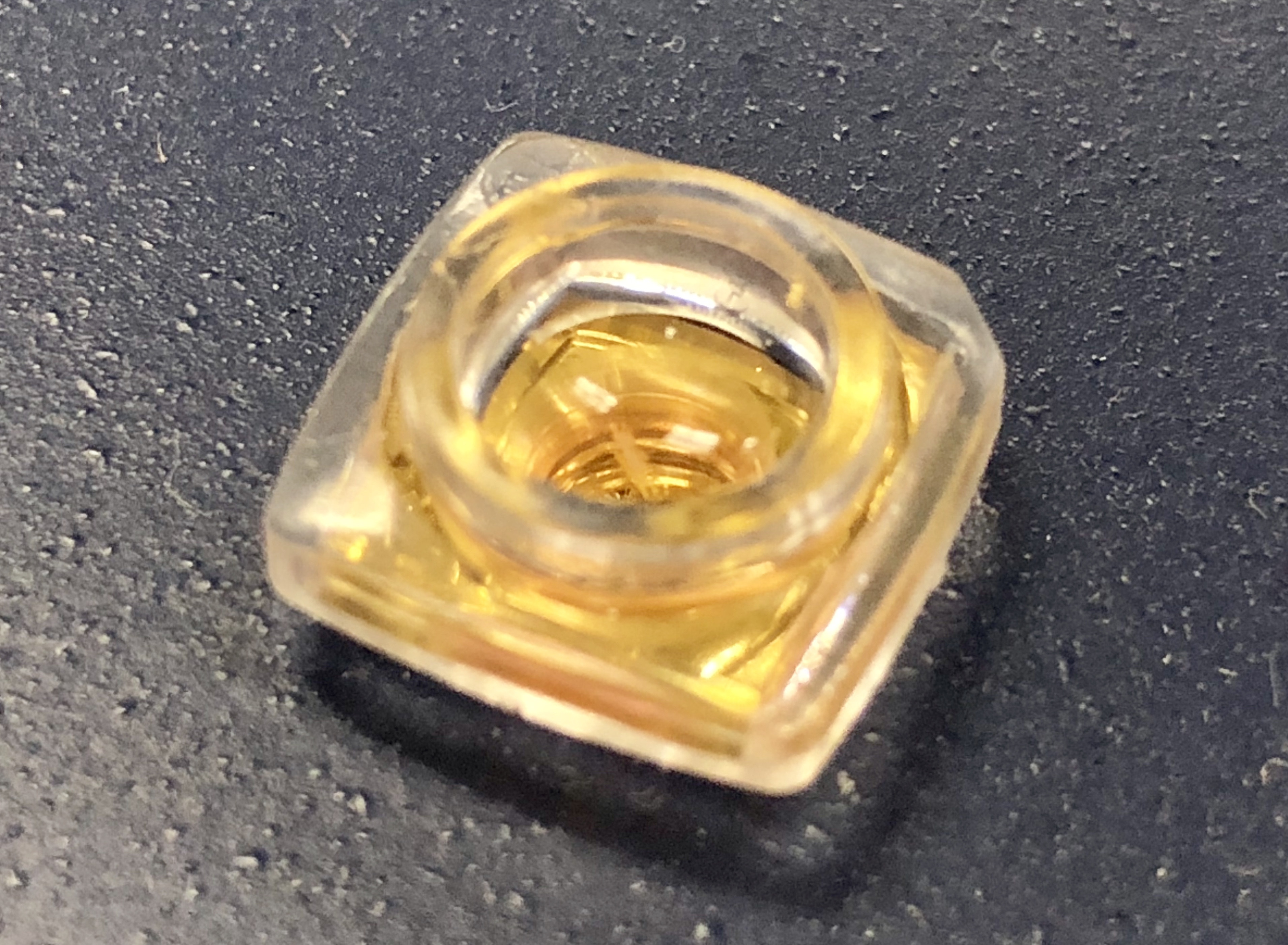
RS/RS II用のSMRTセル

最初に製品化された際のリード長は、平均で約1100塩基の正規分布を描いていた。2012年の初めにリリースされた新しいケミストリーキットでは、シーケンサーのリード長は長くなり、このケミストリーを試した初期の研究者は2500から2900塩基の平均リード長を報告している。2012年後半にリリースされたXLケミストリーキットでは、平均リード長は4300塩基以上にまで増えた。   
2013年8月21日、PacBioは新しいDNA / Polymerase Binding Kit P4をリリースした。このP4酵素の平均リード長は、C2シーケンシングケミストリーと組み合わせた場合は4,300塩基以上、XLケミストリーと組み合わせた場合は5,000塩基以上になった 。酵素の精度はC2に類似しており、30倍から40倍の範囲でQV50に達する。そのため、このケミストリーでは、より少ないSMRTセルで、バリアントコールの精度を高めた高品質のアセンブリを行うことが可能になった 。また、BluePippinなどの電気泳動装置を使用して入力DNAサイズを事前に選択することで、7kbを超える平均リード長を得られた。 
2013年10月3日、PacBioはPacBio RS IIの新しい試薬の組み合わせ、C3ケミストリーを備えたP5 DNAポリメラーゼ（P5-C3）をリリースした。同時に、シーケンスリードの長さは平均約8,500塩基まで延長され、最長のリードは30,000塩基を超えた。SMRTセルあたりのスループットは、CHM1セルラインのシーケンス結果では約5億塩基にまで達した。 
2014年10月15日、PacBioは、RS IIシステム用の新しいケミストリーであるP6-C4のリリースを発表した。これは、同社の第6世代のポリメラーゼと第4世代のケミストリーを表し、平均リード長をさらに延長して10,000〜15,000塩基程度になり、最長のものは40,000塩基を超えた。新しいケミストリーのスループットは、シーケンスされるサンプルに応じて、SMRTセルあたり5億から10億塩基になると予想された。このケミストリーは、RS用にリリースされたものの最終バージョンとなった。 
各テクノロジーにおけるスループットは、シーケンスされたDNA分子のリード長と、SMRTセルの総マルチプレックスの両方に影響される。SMRTセルのプロトタイプでは、並列DNAシーケンスを可能にする約3000 ZMWの穴が含まれていた。商業化時には、SMRTセルはそれぞれ2組の75,000で読み取られた150,000 ZMWの穴でパターン化された。2013年4月、同社は「PacBio RS II」と呼ばれる新しいバージョンのシーケンサーをリリースした。これは、150,000 ZMWの穴をすべて同時に使用して、実験ごとのスループットを2倍にしている。2013年11月の最高スループットモードでは、P5バインディング、C3ケミストリー、BluePippinサイズ選択を使用し、PacBio RS IIにおいて、SMRTセルあたり平均3億5000万塩基を産出し、また多いときには5億塩基を含むヒトゲノムのリードを産出したことが公式から発表された。ただし、このスループットは、シーケンスされるサンプルのタイプによって異なる 。P6-C4ケミストリーの導入により、SMRTセルあたりの典型的なスループットは5億ベースから10億ベースに増加した。 
|                                  | C1               | C2           | P4-XL          | P5-C3    | P6-C4          |
| -------------------------------- | ---------------- | ------------ | -------------- | -------- | -------------- |
| 平均リード長(bp)                 | 1100             | 2500〜2900   | 4300-5000      | 8500     | 10,000〜15,000 |
| SMRTセルあたりのスループット(bp) | 3,000万〜4,000万 | 6,000万〜1億 | 2億5000万〜3億 | 3億〜5億 | 5億〜10億      |

### Sequel

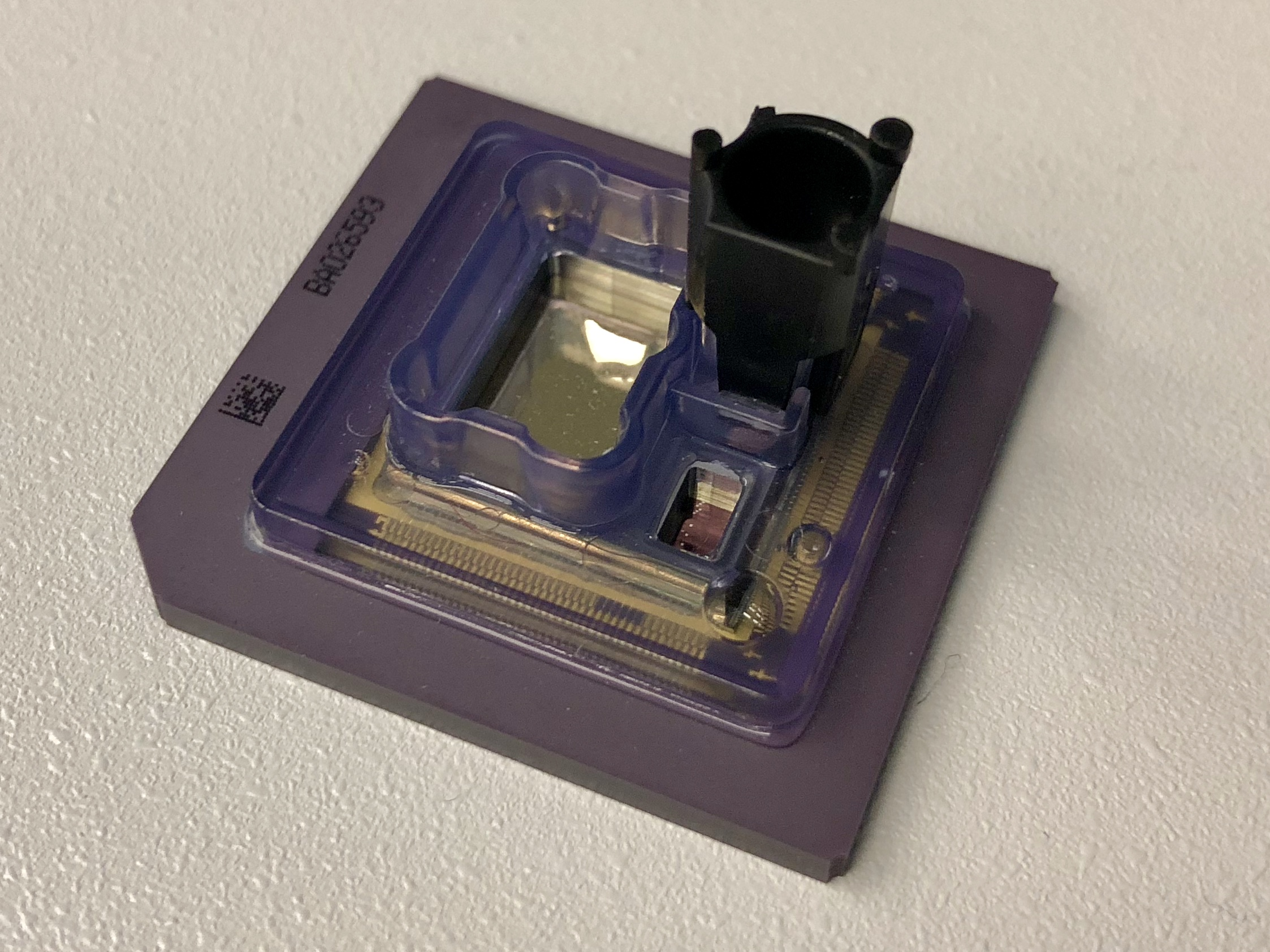
Sequel用のSMRTセル

2015年9月、同社は、容量を100万ZMWホールに増加させた新しいシーケンス装置Sequel Systemの発売を発表した。初期のSequelのリード長はRSに匹敵し、その後のケミカルの更新によってリード長はさらに増加した。2017年1月23日にリリースされた、V2ケミストリーでは、平均リード長は10,000〜18,000塩基に増加した。2018年3月8日、2.1ケミストリーがリリースされた。 これにより、平均リード長は20,000塩基になり、半数のリードが30,000塩基を超えた。SMRTセルあたりの収量は、ラージインサートライブラリまたはショートインサート（アンプリコンなど）ライブラリのそれぞれで、100～200億塩基にまで増加した。2018年9月19日、同社はSequel 6.0ケミストリーを発表した。平均リード長は、短い挿入ライブラリの場合は100,000塩基に、長い挿入ライブラリの場合は30,000塩基に増加した。SMRT Cellの収量は、より短い挿入ライブラリーで最大500億塩基にまで増加した。 
|                              | V2             | 2.1            | 6.0            |
| ---------------------------- | -------------- | -------------- | -------------- |
| 平均リード長(塩基)           | 10,000〜18,000 | 20,000〜30,000 | 30,000-100,000 |
| SMRTセルあたりのスループット | 5B-8B          | 10B-20B        | 20B〜50B       |

### 8Mチップ

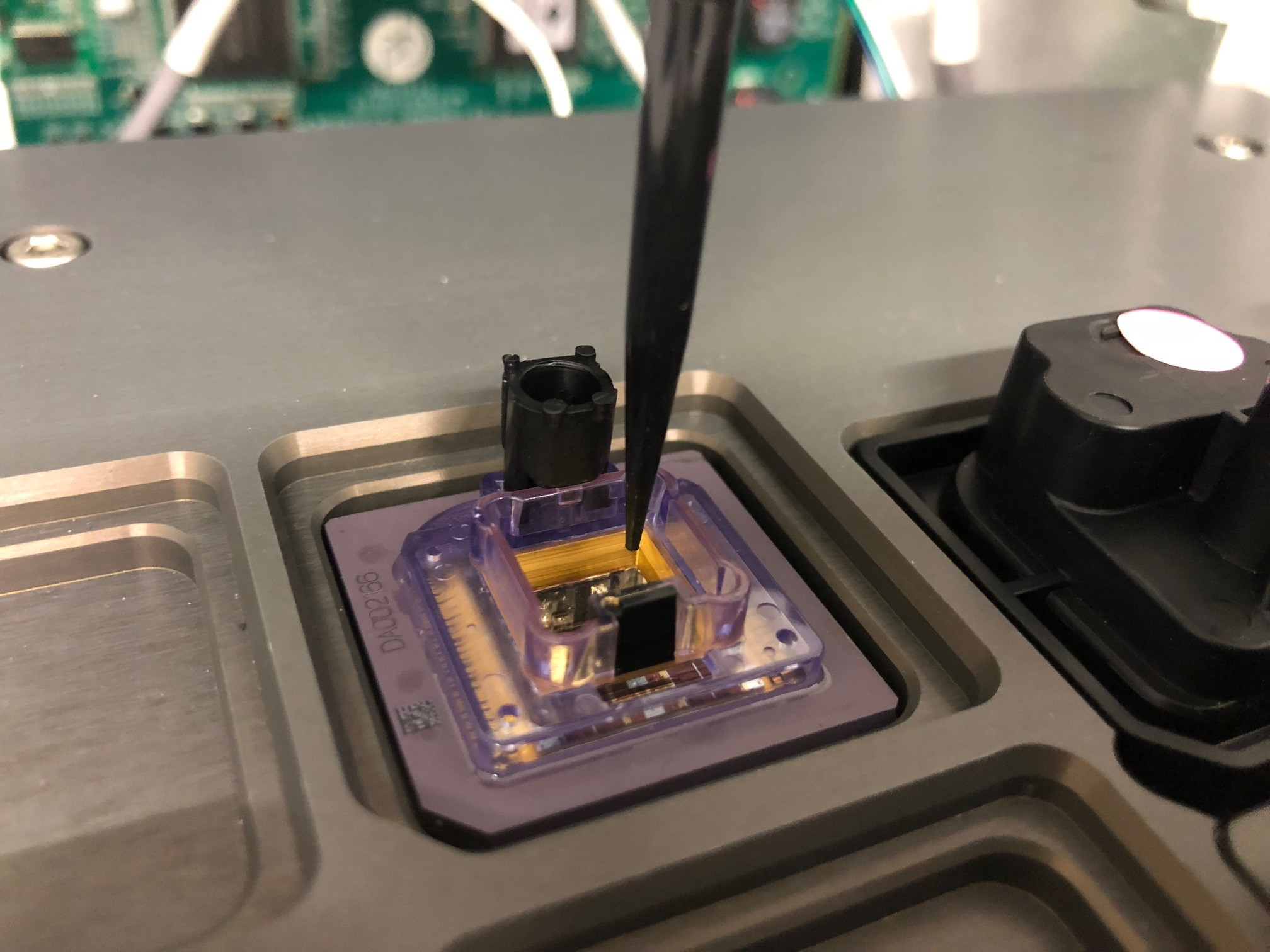
8M SMRTセルのピペットチップ

2019年4月、同社は800万ZMWの新しいSMRTセルをリリースし、SMRTセルあたりの想定スループットを8倍に増加させた。2019年3月の58の早期アクセスの顧客によるレポートでは、長さが約15 kbのテンプレートでセルあたり250 GBのデータが生産され、より大きな分子のテンプレートではセルあたり67.4 GBのスループットが出たことが報告された。現在、システムパフォーマンスは、高分子量の連続したリードまたは事前に修正されたHiFi（別名CCS）のリードによって報告されており、高分子量のリードの場合、全リードの約半分は長さが50 kbを超えている。 
|                              | 早期アクセス | 1.0        | 2.0        |
| ---------------------------- | ------------ | ---------- | ---------- |
| SMRTセルあたりのスループット | 〜67.4 GB    | 最大160 GB | 最大200 GB |

HiFiリードのパフォーマンス測定には、繰り返し読まれたアンプリコンパスを利用して補正された、PhredスコアでQ20を超える品質の補正済み配列を利用している。アンプリコンの長さは最大で20kbに抑える必要がある。 
|                                     | 早期アクセス | 1.0        | 2.0        |
| ----------------------------------- | ------------ | ---------- | ---------- |
| SMRTセルごとの生リード              | 約250 GB     | 最大360 GB | 最大500 GB |
| SMRTセルあたりの補正リード（> Q20） | 〜25 GB      | 最大36 GB  | 最大50 GB  |

## 応用
一分子リアルタイム(SMRT)シーケンシングは、幅広いゲノミクス研究に適用できる。例えばde novoゲノムシーケンスにおいて、SMRTシーケンスからのリード長は、サンガーシーケンスによる手法と同等かそれ以上の性能を発揮する。より長いリード長を得られることで、de novoゲノムシーケンスとゲノムアセンブリが容易になる。また、SMRTシーケンスとショートリードシーケンスの両方を併用したハイブリッドアセンブリにより、de novoゲノムアセンブリを行うことも行われている。2012年に、細菌ゲノムのコンプリートゲノムを決定した査読済み論文が複数出版された。長いSMRTシーケンスリードを使用したゲノムアセンブリのパイプラインも発表されており、Celera Assemblerの更新版を報告した論文が含まれる。2013年には、細菌や古細菌のゲノムの大部分を完全にアセンブリしてコンプリートゲノムを決定するためにロングリードシーケンスが利用できると考えられるようになった。 
SMRTシーケンスでは、環状にDNAテンプレートを作成するが、新しく合成されたDNA鎖をテンプレートから分離する鎖置換酵素を利用することで、一度のランで同じDNA分子を複数回リシーケンスすることができる。2012年8月、この技術を利用し、SNPコーリング用のSMRTシーケンスを評価した研究がBroad Instituteから報告された。 
また、ポリメラーゼの挙動を調べることで、その塩基がメチル化されているかどうかを推定することができる。科学者たちは、メチル化やその他の塩基修飾を検出するための単一分子リアルタイムシーケンシングの使用を実証した。2012年、SMRTシーケンスを使用して、6つの細菌の完全なメチロームを決定した論文が報告された。また2012年11月には、大腸菌の発生株のゲノムワイドなメチル化に関する報告が発表された。 
長いリードにより、5 'および3'末端を含む完全な遺伝子アイソフォームのシーケンスが可能になった。このタイプのシーケンシング手法は、アイソフォームやスプライスバリアントを調べる際に有用である。 
SMRTシーケンスの応用例の一つとして、生殖腺遺伝学の研究において、親性腺モザイク症が疑われる家族を調査した研究が報告されている。長いリードにより、患者のハプロタイプの調べることが可能になり、突然変異の親の起源を探索することができる。また、深くシーケンシングを行うことで、精子細胞の対立遺伝子頻度を決定し、将来影響を受ける子孫の再発リスクを推定できることが報告されている。 